# Taxandriahal
De Taxandriahal is een voormalige sporthal aan de Taxandriaweg in Waalwijk. De Taxandriahal is gebouwd in 1967 en gesloopt in oktober 2005.

## Plan
Op 23 september 1965 vroeg het college van B&W de gemeenteraad om een aanvullend krediet beschikbaar te stellen voor de bouw van een sport- en expositiehal, waarover al sinds 1956 werd gesproken. Waalwijk beschikte op dat moment over een tweetal riante sportparken (Sportpark Elzenhoven en Sportpark Olympia), een overdekte sportaccommodatie ontbrak echter. Door de beperkte ruimte in de diverse gymzalen, was het aantal lesuren gymnastiekonderwijs van sommige scholen onvoldoende en daarnaast bestond behoefte aan een tentoonstellingsruimte. Het oog van het college was gevallen op een hal die opgetrokken zou worden uit geprefabriceerde elementen en in zeer korte tijd gebouwd kon worden. Als bouwplaats werd een terrein aan de Taxandriaweg gekozen en de stichtingskosten waren begroot op fl. 372.000.

## Bouw
Aannemer Pellikaan Bouwbedrijf uit Tilburg startte in augustus 1966 met het grondwerk, de buitenzijde was gereed in januari 1967. De hal was een zogenoemde ‘Pellikaanhal in gewijzigde vorm’ en voldeed aan alle eisen die gesteld werden voor het houden van internationale sportevenementen. Waalwijk had de primeur voor dit type hal, dat later ook in serie voor andere plaatsen werd gebouwd. Onder andere Amsterdam en Eindhoven waren zeer geïnteresseerd.
De hoofdvorm werd bepaald door gelamelleerde houten spanten, waarop ter bevestiging van het dak gordingen waren aangebracht. In daglicht werd voorzien door een lichtkap van doorzichtige polyesterplaten. De wanden waren zowel binnen als buiten uitgevoerd in schoonmetselwerk in baksteen.